# Taft-Hartley-Gesetz
Das Taft-Hartley-Gesetz (amtliche Bezeichnung: Labor-Management Relations Act) ist ein von US-Senator Robert A. Taft und dem Kongressabgeordneten Fred A. Hartley 1947 eingebrachtes Gesetz, das die rechtlichen Beziehungen zwischen Unternehmern und Arbeitnehmern in den Vereinigten Staaten von Amerika neu ordnete. Das gegen das Veto von Präsident Harry S. Truman beschlossene Gesetz verschlechterte die Position der Gewerkschaften deutlich.